# راؤول غوريتي
راؤول غوريتي (بالإسبانية: Raúl Gorriti)‏ هو مدرب كرة قدم ولاعب كرة قدم بيروفي في مركز الوسط، ولد في 10 أكتوبر 1956 في محافظة كامانا في بيرو، وتوفي بنفس المكان في 3 أبريل 2015. شارك مع منتخب بيرو لكرة القدم. أما مع النوادي، فقد لعب مع نادي سبورتينغ كريستال ونادي يونيفرسيتاريو.

## وصلات خارجية
- راؤول غوريتي على موقع الاتحاد الدولي (مؤرشف)  (الإنجليزية)
- راؤول غوريتي على موقع قاعدة بيانات كرة القدم.إي يو (الإنجليزية)
- راؤول غوريتي على موقع ناشيونال فوتبول تيمز (الإنجليزية)